# ميخائيل فيربر
كان ميخائيل كيلفن فيربر (المولود في 1 يوليو عام 1944) الأصغر سنًا بين الخمسة المُدّعى عليهم في محاكمة فيدرالية فيما يخص التجنيد في ربيع عام 1968 في بوسطن، ماساتشوستس. جذبت المحاكمة اهتمامًا وطنيًا، لأنّ الدكتور بينجامين سبوك طبيب الأطفال المشهور ومؤلف الكتاب الأكثر مبيعًا كتاب الإحساس الشائع لرعاية الطفل والرضيع كان أحد المُدعى عليهم. وكان المُدعى عليهم الآخرون هم القس وليام سلون كوفين، القس في جامعة ييل، والروائي والمعلم ميتشل غودمان، وماركوس راسكين، وهو محامٍ عمل لفترة قصيرة في مجلس الأمن القومي في الولايات المتحدة برئاسة كينيدي، وشارك في تأسيس معهد الدراسات السياسية. عُرفت المحاكمة بـ «محاكمة سبوك» والمدعى عليهم بـ «بوسطن فايف». 

## النشأة وتعليمه
وُلد فيربر في بوفالو في نيويورك، وهو أحد طفلي الكيميائي كيلفن فيربر، وورينيت برنهارد فيربر. أخته الكبرى جوانا فيربر شولمان طبيبة توليد متقاعدة حاليًا تعيش في مدينة نيويورك. التحق ميخائيل بمدرسة بينت الثانوية في بوفالو وبكلية سوارثمور في بنسلفانيا (وحصل على البكالوريوس في الأدب اليوناني عام 1966). وكان أثناء وجوده في سوارثمور ناشطًا في مجموعة طلابية تدعم حركة الحقوق المدنية بقرب مدينة تشستر، وهناك اعتُقل بسبب اعتصام في قاعة المدينة في خريف عام 1963. 

## المشاركة في حركة مقاومة حرب فيتنام وبوسطن فايف
عندما كان طالب دكتوراه في اللغة الإنجليزية في جامعة هارفارد، انخرط فيربر بشكل متزايد في الحركة ضد حرب الولايات المتحدة في فيتنام، وشعر أنه لا يتوجب عليه التعاون مع نظام الخدمة الانتقائية. وفي خريف عام 1967 ساعد في تنظيم ونشر مراسم في كنيسة أرلينغتون ستريت في بوسطن. حيث كان على الرجال الذين وصلوا إلى سن الخدمة العسكرية تسليم بطاقاتهم الخاصة بالخدمة العسكرية، والتعهد برفض التجنيد والذهاب إلى السجن. اقترح مجموعة من طلاب كاليفورنيا يطلقون على أنفسهم «المقاومة» هذه الاستراتيجية، وكان ديفيد هاريس الناطق الرئيسي باسمهم. ألقى فيربر خطبة قصيرة بعنوان «الوقت لقول لا» في المراسم التي أُقيمت في 16 أكتوبر، وبما أنه الوحيد من «بوسطن فايف» الذي امتلك بالفعل بطاقة خدمة عسكرية، فقد انضمّ إلى نحو 200 رجل من الذين سلموا بطاقاتهم إلى العشرات من الوزراء والقساوسة، ومن ثمّ أخذ البطاقات إلى واشنطن حيث أضافها إلى المئات من البطاقات الأخرى من جميع أنحاء البلاد وسلّمها للنائب العام.
كانت التهمة الموجهة لفيربر والآخرين هي التآمر لمساعدة الآخرين، وتحريضهم، ونصحهم بانتهاك قانون الخدمة العسكرية. من الناحية الفنية، فإنّ الأشخاص الذين يؤيدون رفض الخدمة العسكرية في وقت الحرب لا يتمتعون بالحماية القانونية بموجب التعديل الأول لدستور الولايات المتحدة فيما يخص حرية التعبير. وفي السابقة القانونية في المحكمة العليا للولايات المتحدة التي تتعلق بهذا الموضوع، والمتمثلة بقضية شنك ضد الولايات المتحدة، أيدت المحكمة إدانة جاسوسية شارل شنك بسبب توزيعه منشورات ضد الخدمة العسكرية للمجندين المحتملين. في عام 1931، استُشهد بحكم شنك وأُعيد في قضية نير ضد ولاية مينيسوتا حيث أكّد القاضي تشارلز أنه يمكن للحكومة أن تكبح الخطاب لمنع «تعطيل خدمة تجنيدها».
كان المُدعى عليهم في قضية «بوسطن فايف» يرفضون بشكل صريح هذا الاستثناء القانوني المُقرر لحرية التعبير. ومن أجل أن يقضوا يومهم في المحكمة، تذرّع المدعى عليهم بأنهم غير مذنبون، واستبعد القاضي فرنسيس فورد أية مرافعات فيما يخص الحرب، أو في موضوع التجنيد، أو فيما يتعلق بدستورية خطابهم. أُدين فيربر والآخرون ما عدا راسكين، وحُكم عليهم بالسجن عامين، وأُطلق سراحهم بتعهد رسمي، ريثما يجري الاستئناف.